# Microsoft Lumia 550
Microsoft Lumia 550 — бюджетный смартфон производства Microsoft Mobile, входящий в семейство Lumia на базе Windows 10 Mobile. Он был представлен вместе с Lumia 950 и Lumia 950 XL 6 октября 2015 года на пресс-мероприятии в Нью-Йорк..

## Технические характеристики

### Аппаратное обеспечение
Lumia 550 имеет 4,7-дюймовый IPS LCD дисплей, четырёхъядерный 1,1 ГГц Cortex-A7 процессор Qualcomm Snapdragon 210, 1 ГБ оперативной памяти и 8 ГБ внутренней памяти, которую можно расширить с помощью карт microSD до 256 ГБ. Телефон оснащен литий-ионным аккумулятором емкостью 2100 мАч, 5 МП задней камерой и 2 МП фронтальной камерой. Он доступен в чёрном и белом цветах..

### Программное обеспечение
Lumia 550 была выпущена с Windows 10 Mobile версии 1511. Windows 10 Mobile версии 1607, Anniversary Update была выпущена в августе 2016 года. Windows 10 Mobile версии 1709, Fall Creators Update, стала финальным обновлением программного обеспечения.

## Оценки
Майкл Эллисон из MSPoweruser раскритиковал Lumia 550 за более низкие характеристики по сравнению с предшественником, такие как некачественная 5 МП камера, недостаточная функциональность и меньшее время автономной работы, что делает его неконкурентоспособным по сравнению с аналогичными телефонами в своем ценовом диапазоне..
Шон Камерон из Techradar поставил Lumia 550 3 звезды из 5, похвалив экран, камеру и динамики, но раскритиковав время автономной работы и производительность и назвав операционную систему Windows 10 Mobile «недоработанной»..